# Селэнге (плотина)
Плотина Селэнге́ (фр. Barrage hydroélectrique de Sélingué) — гравитационная плотина и гидроэлектростанция в области Сикасо на юго-востоке Мали на реке Санкарани в 140 км к западу от Бамако на границе с Гвинеей. Одна из крупнейших ГЭС в Мали, которая уступает только ГЭС Манантали на реке Бафинг.

## Описание
Дамба имеет длину гребня 2,6 км и высоту 23 м. При выходной мощности 44 МВт годовая выработка электроэнергии составляет 200 млн кВт⋅ч. ГЭС обеспечивает электричеством Бамако, Кати, Куликоро, Сегу, Фана, Диойла, Янфолила и Калана. Гидроэлектростанция была введена в эксплуатацию в 1982 году. Реконструкция проводилась в период с 1996 по 2001 годы.
Плотина образует искусственное озеро Селэнге. Уровень воды имеет максимальную высоту 349 м, но меняется в течение года. Когда озеро заполнено, оно хранит 2,2 км³ воды и имеет площадь 409 км². Это позволяет вести на орошаемом периметре сельское хозяйство, управляемое Управлением сельского развития Селэнге, а также заниматься рыболовством.